# Kozia Strażnica
Kozia Strażnica (słow. Kozia stráž, niem. Gemsenwartenturm, węg. Zerge-őrtorony) – turnia o wysokości 2235 m w słowackich Tatrach Wysokich. Leży w grani, którą na południowy zachód wysyła Zachodni Żelazny Szczyt, i stanowi jej kulminację. Od tegoż szczytu oddzielona jest Przełęczą pod Kozią Strażnicą.
Południowo-zachodnia ściana Koziej Strażnicy ma wysokość około 200 m i opada do Zmarzłej Kotliny. Ściana zachodnia opada do depresji spod Przełęczy pod Kozią Strażnicą i do Koziego Żlebu. Ma ukośną podstawę i wysokość od 40 do 150 m. Pomiędzy nią a ścianą południowo-zachodnią jest żebro o wysokości około 120 m. Na wschodnią stronę do Żelaznej Kotliny z turni opada łatwy do przejścia, częściowo piarżysty, częściowo trawiasty stok z niewielkimi ściankami.
Nieco na południowy zachód od niej, w Zmarzłej Kotlinie znajduje się Zmarzły Staw Mięguszowiecki.

## Taternictwo
Pierwsze wejścia turystyczne
- Ernst Dubke i Johann Franz (senior), 17 września 1903 r. – letnie,
- Tibold Kregczy i Lajos Rokfalusy, 31 marca 1912 r. – zimowe[2].

Drogi wspinaczkowe
1. Z Przełęczy pod Kozią Strażnicą północno-wschodnią granią; 0 w skali tatrzańskiej, czas przejścia 10 min
2. Z Żelaznej Kotliny południowo-wschodnim zboczem; 0-, 20 min
3. Prawą częścią południowo-zachodniej ściany (Płytową Depresją); IV, 1 godz. 30 min
4. Południowo-zachodnią ścianą ze Zmarzłej Kotliny; IV, 1 godz. 30 min
5. Zachodnim żebrem, drogą Schramm-Wilczkowski; IV, miejsce V, 1 godz.
6. Zachodnim żebrem, drogą poznańską; III, miejsce IV, 1 godz.[1]

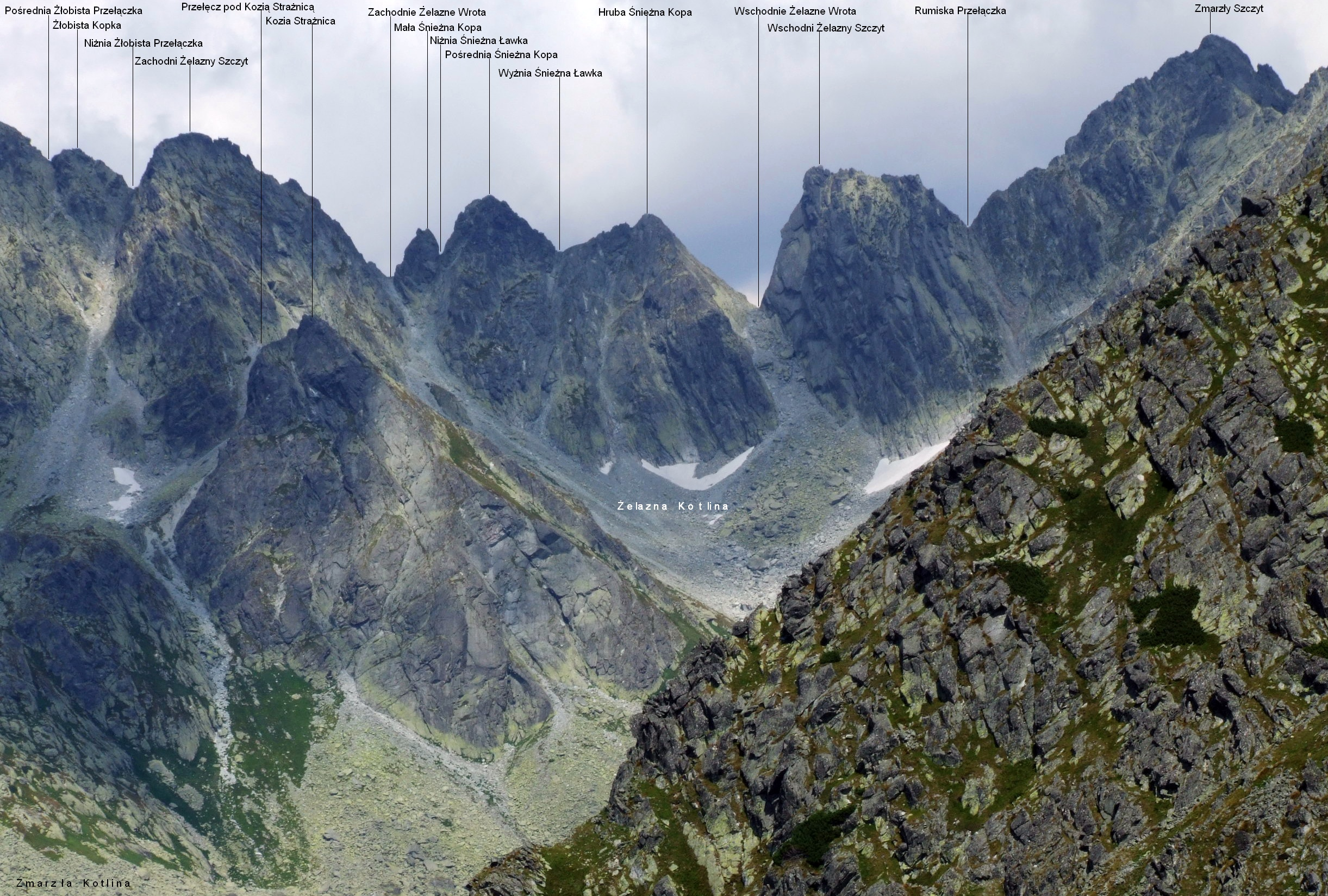
Widok z podejścia na Przełęcz pod Osterwą